# Sarvtjärnen (Gunnilbo socken, Västmanland)
Sarvtjärnen är en sjö i Skinnskattebergs kommun i Västmanland och ingår i Norrströms huvudavrinningsområde. Sjön har en area på 0,075 kvadratkilometer och ligger 93 meter över havet.

## Delavrinningsområde
Sarvtjärnen ingår i det delavrinningsområde (663668-150683) som SMHI kallar för Ovan 663620-150553. Medelhöjden är 104 meter över havet och ytan är 9,01 kvadratkilometer. Det finns inga avrinningsområden uppströms utan avrinningsområdet är högsta punkten. Vattendraget som avvattnar avrinningsområdet har biflödesordning 5, vilket innebär att vattnet flödar genom totalt 5 vattendrag innan det når havet efter 198 kilometer. Avrinningsområdet består mestadels av skog (78 procent). Avrinningsområdet har 0,61 kvadratkilometer vattenytor vilket ger det en sjöprocent på 6,8 procent.